# レイ・ボーク
レイモン・ジャン・ボーク（Raymond Jean Bourque、1960年12月28日 - ）は、カナダ連邦ケベック州サンローラン（Saint-Laurent、後にモントリオールの一部となった。）生まれの元プロアイスホッケー選手。
2005年時点で、NHLのディフェンス選手中、最多ゴール、最多アシスト、最多ポイントの各記録を保有する名選手で、主にボストン・ブルーインズに21年間在籍した。同チーム在籍中は、一度もスタンレー・カップ優勝を経験することができなかったが、引退直前に移籍したコロラド・アバランチで、ついにその宿願を達成した。2004年にはホッケーの殿堂入りを果している。

## 経歴

### プロ入りとブルーインズ時代
1979-1980シーズンのNHLドラフト1巡目(全体8位）でボストン・ブルーインズから指名され、入団。入団直後から、リーグを代表するディフェンス選手としての地位を確立し、同シーズンのカルダー記念賞（リーグ新人王）を獲得するとともにオールスター第1チームに選抜された。これはNHL史上においてゴールテンダーを除けば初の快挙であった。
1987-1988シーズンには19試合連続でポイントをあげた。これはディフェンスマンとしてはポール・コフィに次いで歴代2位の記録である。
1988年、1990年とブルーインズは2度スタンレー・カップファイナルに進出したが2度とも敗れ、優勝はならなかった。
1979年から2000年まで、21シーズンに渡ってボストン・ブルーインズにおいて攻撃力、守備力ともに兼ね備えた有力選手であり続けた。例えば、オールスターゲーム史上におけるショットの正確性でチャンピオンであることからも、攻撃面での卓抜さがわかる。
また、ボーク自身はとても丈夫な選手であったが、ブルーインズがあまりにもボークの氷上における支配力に依拠していたために、彼が欠場でもした場合にはチームの状態が不安定になるのは誰の目にも明らかとなるほどであった。
現役生活通算では、オールスター第1チーム選抜13度（史上最多）、第2チーム選抜6度、両者を通算した記録はゴーディ・ハウに続いて史上第2位、ディフェンス選手としては最多被選抜記録を保持している。また、ボストン・ブルーインズのチームキャプテンを14シーズン務めたが、これは同チーム史上最長を誇り、史上第2位の長さである（記録は、いずれも2005年時点）。
1983-1984シーズンには、ディフェンス選手としては史上6人目となるシーズン30ゴールを上げた。
1990年には、リーグ最優秀選手に贈られるハート記念賞の選考投票において、大接戦の末、同期のマーク・メシエ（1979年エドモントン・オイラーズに全選手中第48位で指名）に次ぐ第2位に終わった。しかし、リーグ最優秀ディフェンス選手に贈られるジェームス・ノリス記念賞は5度受賞している（受賞回数は2005年時点で、ダグ・ハービー、ボビー・オアについで第3位）。
1998年に日本の長野市で開催された冬季オリンピックでは、アイスホッケーカナダ代表して参戦した。
2000年の初頭に、徐々に力を失いつつあったボストンからスタンレー・カップを狙えるチームへの移籍を希望した。ブルーインズはこの願いを叶えるためトレード先を模索した。

### アバランチ時代
2000年3月6日にデビッド・アンドレイチャックと共に、ブライアン・ロルストン、マルタン・グルニエ、サミュエル・ファルソンの3選手及びドラフト1巡目指名権を交換条件として、コロラド・アバランチにトレードされた。
アバランチではわずか128試合にしか出場しなかったが、氷上でも、そしてロッカールームでも自らが重要な戦力であることを証明して見せた。そして、ついに2001年6月9日、アバランチ、そしてボークは22年目にして初めてのスタンレー・カップ優勝を飾った。現役最後の試合での出来事であった。同年6月12日、ボークはカップチャンピオンチームとしての特権を行使し、優勝カップをボストンに持ち帰った。ボストンのシティホールプラザにはおよそ、2万人の熱狂的なファンが感動的な祝賀を行った。公式の引退発表は同年6月26日であった。
生涯成績では410ゴール、1169アシスト、1579ポイントで、いずれもNHLディフェンス選手としての最高記録である（2005年時点）。なお、背番号77は、ボストン・ブルーインズ、コロラド・アバランチ双方の永久欠番となっている。

### 引退後
引退後もボストン地区に在住し、地域のチャリティ活動などに携わっている。また、息子のクリス・ボークは2004年にワシントン・キャピタルズにドラフト指名され、これまでに33試合NHLでプレーしている。

## 評価
ボストン・ブルーインズの球団社長のハリー・シンデンはボークはNHL史上チャンピオンになっていない最も優れた選手であると1998年に述べた。

## 詳細情報

### 通算成績
| 1979-1980 | ボストン・ブルーインズ | NHL     | 80   | 17  | 48   | 65   | 73   | 10  | 2  | 9   | 11  | 27  |
| 1980-1981 | ボストン・ブルーインズ | NHL     | 67   | 27  | 29   | 56   | 96   | 3   | 0  | 1   | 1   | 2   |
| 1981-1982 | ボストン・ブルーインズ | NHL     | 65   | 17  | 49   | 66   | 51   | 9   | 1  | 5   | 6   | 16  |
| 1982-1983 | ボストン・ブルーインズ | NHL     | 65   | 22  | 51   | 73   | 20   | 17  | 8  | 15  | 23  | 10  |
| 1983-1984 | ボストン・ブルーインズ | NHL     | 78   | 31  | 65   | 96   | 57   | 3   | 0  | 2   | 2   | 0   |
| 1984-1985 | ボストン・ブルーインズ | NHL     | 73   | 20  | 66   | 86   | 53   | 5   | 0  | 3   | 3   | 4   |
| 1985-1986 | ボストン・ブルーインズ | NHL     | 74   | 19  | 58   | 77   | 68   | 3   | 0  | 0   | 0   | 0   |
| 1986-1987 | ボストン・ブルーインズ | NHL     | 78   | 23  | 72   | 95   | 36   | 4   | 1  | 2   | 3   | 0   |
| 1987-1988 | ボストン・ブルーインズ | NHL     | 78   | 17  | 64   | 81   | 72   | 23  | 3  | 18  | 21  | 26  |
| 1988-1989 | ボストン・ブルーインズ | NHL     | 60   | 18  | 43   | 61   | 52   | 10  | 0  | 4   | 4   | 6   |
| 1989-1990 | ボストン・ブルーインズ | NHL     | 76   | 19  | 65   | 84   | 50   | 17  | 5  | 12  | 17  | 16  |
| 1990-1991 | ボストン・ブルーインズ | NHL     | 76   | 21  | 73   | 94   | 75   | 19  | 7  | 18  | 25  | 12  |
| 1991-1992 | ボストン・ブルーインズ | NHL     | 80   | 21  | 60   | 81   | 56   | 12  | 3  | 6   | 9   | 12  |
| 1992-1993 | ボストン・ブルーインズ | NHL     | 78   | 19  | 63   | 82   | 40   | 4   | 1  | 0   | 1   | 2   |
| 1993-1994 | ボストン・ブルーインズ | NHL     | 72   | 20  | 71   | 91   | 58   | 13  | 2  | 8   | 10  | 0   |
| 1994-1995 | ボストン・ブルーインズ | NHL     | 46   | 12  | 31   | 43   | 20   | 5   | 0  | 3   | 3   | 0   |
| 1995-1996 | ボストン・ブルーインズ | NHL     | 82   | 20  | 62   | 82   | 58   | 5   | 1  | 6   | 7   | 2   |
| 1996-1997 | ボストン・ブルーインズ | NHL     | 62   | 19  | 31   | 50   | 18   | -   | -  | -   | -   | -   |
| 1997-1998 | ボストン・ブルーインズ | NHL     | 82   | 13  | 35   | 48   | 80   | 6   | 1  | 4   | 5   | 2   |
| 1998-1999 | ボストン・ブルーインズ | NHL     | 81   | 10  | 47   | 57   | 34   | 12  | 1  | 9   | 10  | 14  |
| 1999-2000 | ボストン・ブルーインズ | NHL     | 65   | 10  | 28   | 38   | 20   | -   | -  | -   | -   | -   |
| 1999-2000 | コロラド・アバランチ   | NHL     | 14   | 8   | 6    | 14   | 6    | 13  | 1  | 8   | 9   | 8   |
| 2000-2001 | コロラド・アバランチ   | NHL     | 80   | 7   | 52   | 59   | 48   | 21  | 4  | 6   | 10  | 12  |
| NHL合計   | NHL合計                | NHL合計 | 1612 | 410 | 1169 | 1579 | 1141 | 214 | 41 | 139 | 180 | 171 |

### 表彰
- カルダー記念賞（1980年）
- NHLオールスター第1チーム選抜 13回
- NHLオールスター第2チーム選抜 6回
- ジェームス・ノリス記念賞（1987年、1988年、1990年、1991年、1992年、1994年）
- キング・クランシー記念賞（1992年）

### 代表歴
- 1981 カナダカップ カナダ代表
- 1984 カナダカップ カナダ代表
- 1987 カナダカップ カナダ代表
- 1998年オリンピックアイスホッケーカナダ代表